# Giorgio Corbellini
Giorgio Corbellini (ur. 20 kwietnia 1947 w Travo, zm. 13 listopada 2019 w Parmie) – włoski duchowny katolicki, biskup, wysoki urzędnik  Kurii Rzymskiej.

## Życiorys
Po ukończeniu seminarium duchownego, 10 lipca 1971 otrzymał święcenia kapłańskie i został inkardynowany do diecezji Piacenza.
W latach 2001–2011 był drugim sekretarzem Gubernatoratu Państwa Watykańskiego.
3 lipca 2009 został mianowany przez Benedykta XVI przewodniczącym Biura Pracy Stolicy Apostolskiej oraz biskupem tytularnym diecezji Abula. Sakry biskupiej 12 września 2009 udzielił mu papież Benedykt XVI.
11 maja 2010 Benedykt XVI mianował go również Przewodniczącym Komisji Dyscyplinarnej Kurii Rzymskiej.